# U2 3D
U2 3D is een driedimensionale film van een concert van de Ierse band U2. Dit was de eerste film waar de 3D-technieken en de digitale bioscoop worden gecombineerd, daarnaast is het de eerste live-registratie in 3D vorm.
Het concert dat is verfilmd is een concert dat de band in Buenos Aires gaf tijdens de Vertigo Tour.
De film werd voor het eerst deels vertoond tijdens het filmfestival in Cannes in 2007. De officiële première was tijdens het Sundance Film Festival in 2008.
Vanaf februari 2008 was de film wereldwijd in 600 bioscopen te zien. De film bracht 20 miljoen dollar op in de eerste twaalf maanden. U2 heeft overigens verklaard de film niet te hebben opgenomen voor het geld, maar om de nieuwe 3D-technologie te verspreiden.

## Setlist
1. "Vertigo"
2. "Beautiful Day"
3. "New Year's Day"
4. "Sometimes You Can't Make It on Your Own"
5. "Love and Peace or Else"
6. "Sunday Bloody Sunday"
7. "Bullet the Blue Sky"
8. "Miss Sarajevo" / V.N. Verklaring voor de rechten van de mens
9. "Pride (In the Name of Love)"
10. "Where the Streets Have No Name"
11. "One"

Toegift
1. "The Fly"
2. "With or Without You"

Aftiteling
1. "Yahweh"